# Xian de Hua (Henan)
Pour les articles homonymes, voir Hua.
Le xian de Hua (chinois : 滑县 ; pinyin : Huá xiàn) est un district administratif de la province du Henan en Chine. Il est placé sous la juridiction de la ville-préfecture d'Anyang.

## Histoire
Son nom est tiré de l'ancien État de Hua, du début de la Dynastie Zhou orientale, pendant la Période des Printemps et Automnes, qui était situé sur son actuel territoire.

## Démographie
La population du district était de 1 184 763 habitants en 1999.

## Transports
Le xian est traversé par deux routes nationales :
- G230 (zh) (230国道)
- Autouroute Daqing–Guangzhou G45 (zh) (大广高速)

## Patrimoine
- 卫国都城遗址
- 张家遗址
- 白云观遗址
- 瓦岗军点将台遗址
- 李文成故居遗址